# Огинский, Юзеф Ян Тадеуш
Князь Юзеф Ян Тадеуш Огинский (пол. Józef Jan Tadeusz Ogiński; ок. 1693 — 3 декабря 1736) — государственный и военный деятель Великого княжества Литовского, генерал-майор войск литовских (1726), мечник великий литовский (1729—1730), воевода трокский (1730—1736). Староста горждовский, ушпольский, сейвейский и вижаньский.

## Биография
Представитель литовского княжеского рода Огинских. Единственный сын воеводы трокского и виленского, князя Казимира Доминика Огинского (ум. 1733) и Элеоноры Войны (ум. 1738).
Сторонник саксонского курфюрста Августа Сильного, вместе с российскими войсками боролся с противниками саксонской группировки в Великом княжестве Литовском.
В 1726 году Юзеф Тадеуш Огинский получил чин генерал-майора литовских войск, с 1729 года — мечник великий литовский, а в 1730—1736 годах — воевода трокский.

## Семья и дети

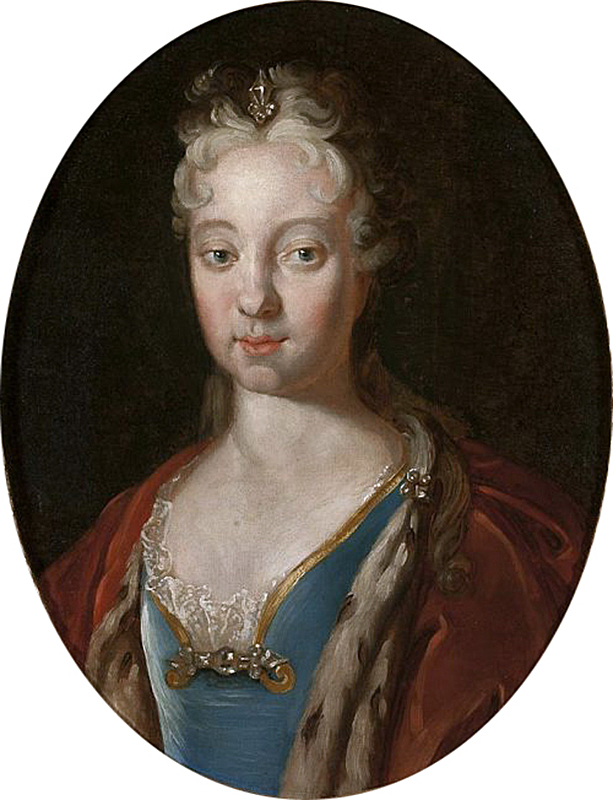
Княгиня Анна Вишневецкая

В 1721 году женился на княжне Анне Вишневецкой (1700—1732), старшей дочери гетмана великого литовского и канцлера великого литовского, князя Михаила Сервация Вишневецкого (1680—1744), и Екатерины Дольской (1680—1725). Их дети:
- Августа Огинская (1724—1791), муж — каштелян трокский Константин Людвик Плятер (1722—1778)
- Геновефа Огинская (1725—1792), муж — каштелян полоцкий Адам Бжостовский (1722—1790)
- Михаил Казимир Огинский (1729—1830), чашник великий литовский (1744), полковник королевский (1749), писарь польный литовский (1748), генерал-майор литовских войск (1748), воевода виленский (1764), гетман великий литовский (1768—1793)
- Екатерина (Катаржина) Огинская (ок. 1730—?), муж — подканцлер литовский Антоний Тадеуш Пшездецкий (1718—1772)
- Казимира Огинская (ок. 1730—?), муж — подскарбий великий литовский Михаил Бжостовский (1722—1782)
- Елизавета (Эльжбета) Огинская (1731—1771), муж с 1754 года кухмистр великий литовский Михаил Вельгорский (ок. 1730—1794)
- Гонората (в миру Элеонора) Огинская (?—1785), доминиканская монахиня в Львове (после упразднения львовского монастыря доминиканок жила в имении своего брата князя Огинского под Телеханами)